# دهستان خشک‌رود (بابلسر)
دهستان خشک‌رود دهستانی در بخش رودبست شهرستان بابلسر استان مازندران ایران است.
روستاهای این دهستان شامل: میان بال، اسفندیارمحله، درزی محله، کیخامحله، خشک رود، دوغی‌کلا، رزکنار، شرمه‌کلا، ولیکرودپشت، کونر، نصرت‌کلا
این دهستان در جنوب غربی شهرستان بابلسر و به مرکزیت روستای خشکرود می‌باشد.

## جمعیت
بر پایه سرشماری عمومی نفوس و مسکن در سال ۱۳۹۵ جمعیت این دهستان ۵٬۴۵۸ نفر (در ۱٬۸۲۶ خانوار) بوده‌است.